# 371 (numero)
Trecentosettantuno (371) è il numero naturale dopo il 370 e prima del 372.

## Proprietà matematiche
- È un numero dispari.
- È un numero composto con 4 divisori: 1, 7, 53, 371. Poiché la somma dei divisori (escluso il numero stesso) è 61 < 371, è un numero difettivo.
- È la somma di tre numeri primi consecutivi, 371 = 113 + 127 + 131.
- È un numero semiprimo.
- È un numero di Armstrong.
- È un numero congruente.
- È parte delle terne pitagoriche (196, 315, 371), (371, 1272, 1325), (371, 1380, 1429), (371, 9828, 9835), (371, 68820, 68821).

## Astronomia
- 371P/LINEAR-Skiff è una cometa periodica del sistema solare.
- 371 Bohemia è un asteroide della fascia principale del sistema solare.

## Astronautica
- Cosmos 371 è un satellite artificiale russo.